# Miquel Brown
Miquel Brown (Montreal, 8 febbraio 1945) è un'attrice e cantante canadese.

## Biografia
Ad appena 14 anni è diventata mamma delle gemelle Sinitta (divenuta cantante anche lei) e Greta, avute dall'ex marito Anthony Blackett, da cui ha divorziato nel 1973.
Principalmente  nota come cantante di disco/soul, è anche attrice ed ha preso parte in diversi film, tra cui French Kiss del 1995.

## Discografia

### Album
- Symphony of Love 1978
- Manpower 1983
- Close to Perfection 1985
- The Best of Miquel Brown Hot Productions 1991